# Polygala hookeri
Polygala hookeri är en jungfrulinsväxtart som beskrevs av John Torrey och Gray. Polygala hookeri ingår i släktet jungfrulinssläktet, och familjen jungfrulinsväxter. Inga underarter finns listade i Catalogue of Life.